# Niżówka
Niżówka – okresowe obniżenie stanów wody w ciekach powierzchniowych (rzeki, strumienie), poniżej umownie przyjętych wartości granicznych. Powstaje na skutek niedoboru zasilania atmosferycznego, zmagazynowania wody w pokrywie śnieżnej, a także przerwania zasilania podziemnego w wyniku przemarznięcia podłoża i zlodzenia części przekroju poprzecznego rzeki. 
Podczas niżówki cieki zasilane są z zasobów podziemnych, co prowadzi do obniżenia zwierciadła wód podziemnych. W obszarach suchych i półsuchych oraz na terenach krasowych wiele cieków podczas niżówki zupełnie wysycha.
Na obszarze Polski przeważają niżówki letnie i letnio-jesienne, których częstą przyczyną jest susza.